# Nils Carlberg
Nils Eric Carlberg, född 21 september 1893 i Stockholm, död där 6 mars 1970, var en svensk skådespelare.

## Filmografi
- 1924 – Högsta vinsten
- 1924 – Studenterna på Tröstehult
- 1925 – Den gamla herrgården

### Fotnoter
1. ↑  ”Nils Carlberg”. Svensk Filmdatabas. http://www.sfi.se/sv/svensk-filmdatabas/Item/?type=PERSON&itemid=58572&ref=%2ftemplates%2fSwedishFilmSearchResult.aspx%3fid%3d1225%26epslanguage%3dsv%26searchword%3dNils+Carlberg%26type%3dPerson%26match%3dBegin%26page%3d1%26prom%3dFalse. Läst 19 februari 2013.